# Іннокентьєв Іннокентій
Іннокентій Іннокентьєв (рос. Иннокентий Иннокентьев; нар. 10 липня 1988, Вілюйськ, Вілюйський улус, Якутська АРСР, РРФСР, СРСР) — російський і киргизький борець вільного стилю якутського походження, дворазовий бронзовий призер чемпіонатів Азії.

## Життєпис
Народився у Вілюйську, Якутія. Боротьбою почав займатися з 1996 року. У 2006 році дебютував за юніорську збірну Росії, ставши срібним призером чемпіонату Європи серед юніорів. У 2010 році почав виступи за збірну Киргизстану.
Виступає за борцівський клуб ТСОП, Бішкек. Тренер — Будімір Яковлєв.

## Спортивні результати на міжнародних змаганнях

### Виступи на Чемпіонатах світу
| Змагання                        | Збірна     | Вагова категорія          | Місце |
| ------------------------------- | ---------- | ------------------------- | ----- |
| Чемпіонат світу з боротьби 2011 | Киргизстан | вільна боротьба, до 66 кг | 7     |
| Чемпіонат світу з боротьби 2013 | Киргизстан | вільна боротьба, до 74 кг | 13    |
| Чемпіонат світу з боротьби 2014 | Киргизстан | вільна боротьба, до 74 кг | 21    |

### Виступи на Чемпіонатах Азії
| Змагання                       | Збірна     | Вагова категорія          | Місце  |
| ------------------------------ | ---------- | ------------------------- | ------ |
| Чемпіонат Азії з боротьби 2011 | Киргизстан | вільна боротьба, до 66 кг | Бронза |
| Чемпіонат Азії з боротьби 2013 | Киргизстан | вільна боротьба, до 74 кг | 5      |
| Чемпіонат Азії з боротьби 2014 | Киргизстан | вільна боротьба, до 74 кг | Бронза |

### Виступи на Азійських іграх
| Змагання           | Збірна     | Вагова категорія          | Місце |
| ------------------ | ---------- | ------------------------- | ----- |
| Азійські ігри 2014 | Киргизстан | вільна боротьба, до 74 кг | 10    |

### Виступи на Кубках світу
| Змагання                    | Збірна     | Вагова категорія          | Місце |
| --------------------------- | ---------- | ------------------------- | ----- |
| Кубок світу з боротьби 2011 | Киргизстан | вільна боротьба, до 66 кг | 5     |

### Виступи на інших змаганнях
| Змагання                                                         | Збірна     | Вагова категорія          | Місце  |
| ---------------------------------------------------------------- | ---------- | ------------------------- | ------ |
| Золотий Гран-прі з боротьби 2010 (Баку)                          | Киргизстан | вільна боротьба, до 66 кг | 13     |
| Золотий Гран-прі з боротьби 2011 (Баку)                          | Киргизстан | вільна боротьба, до 74 кг | 15     |
| Меморіал Вацлава Циолковського 2011                              | Киргизстан | вільна боротьба, до 66 кг | 11     |
| Турнір Дмитра Коркіна 2011                                       | Киргизстан | вільна боротьба, до 74 кг | 5      |
| Київський Міжнародний турнір з боротьби 2012                     | Киргизстан | вільна боротьба, до 74 кг | 16     |
| Олімпійський кваліфікаційний турнір з боротьби 2012 (Астана)     | Киргизстан | вільна боротьба, до 66 кг | 8      |
| Олімпійський кваліфікаційний турнір з боротьби 2012 (Гельсінкі)  | Киргизстан | вільна боротьба, до 66 кг | 5      |
| Меморіал Вацлава Циолковського 2012                              | Киргизстан | вільна боротьба, до 66 кг | 5      |
| Турнір Дмитра Коркіна 2012                                       | Киргизстан | вільна боротьба, до 66 кг | Срібло |
| Літня Універсіада 2013                                           | Киргизстан | вільна боротьба, до 74 кг | 9      |
| Турнір Степана Саргісяна 2013                                    | Киргизстан | вільна боротьба, до 74 кг | Бронза |
| Кубок Тахті 2014                                                 | Киргизстан | вільна боротьба, до 74 кг | 12     |
| Кубок Президента Бурятської Республіки з боротьби 2014           | Киргизстан | вільна боротьба, до 74 кг | Срібло |
| Турнір Олександра Медведя 2015                                   | Киргизстан | вільна боротьба, до 74 кг | 31     |
| Відкритий кубок Монголії з боротьби 2015                         | Киргизстан | вільна боротьба, до 74 кг | Бронза |
| Турнір Дмитра Коркіна 2015                                       | Киргизстан | вільна боротьба, до 74 кг | Золото |
| Міжнародний турнір Дінмухамеда Кунаєва 2015                      | Киргизстан | вільна боротьба, до 74 кг | Золото |
| Кубок Президента Бурятської Республіки з боротьби 2016           | Киргизстан | вільна боротьба, до 86 кг | Бронза |
| Олімпійський кваліфікаційний турнір з боротьби 2016 (Улан-Батор) | Киргизстан | вільна боротьба, до 74 кг | 15     |
| Олімпійський кваліфікаційний турнір з боротьби 2016 (Стамбул)    | Киргизстан | вільна боротьба, до 86 кг | 22     |

### Виступи на змаганнях молодших вікових груп
| Змагання                                       | Збірна | Вагова категорія          | Місце  |
| ---------------------------------------------- | ------ | ------------------------- | ------ |
| Чемпіонат Європи з боротьби серед юніорів 2006 | Росія  | вільна боротьба, до 60 кг | Срібло |